# Пйотрковиці (Малопольське воєводство)
Пйотрковиці (пол. Piotrkowice) — село в Польщі, у гміні Тухув Тарновського повіту Малопольського воєводства.
Населення — 1007 осіб (2011).
У 1975-1998 роках село належало до Тарновського воєводства.

## Демографія
Демографічна структура станом на 31 березня 2011 року:
|          | Загалом | Допрацездатний вік | Працездатний вік | Постпрацездатний вік |
| -------- | ------- | ------------------ | ---------------- | -------------------- |
| Чоловіки | 486     | 131                | 311              | 44                   |
| Жінки    | 521     | 137                | 289              | 95                   |
| Разом    | 1007    | 268                | 600              | 139                  |